# Symphyopleurium aeruginosum
Symphyopleurium aeruginosum är en mångfotingart som beskrevs av Carl Graf Attems 1951. Symphyopleurium aeruginosum ingår i släktet Symphyopleurium och familjen Andrognathidae. Inga underarter finns listade i Catalogue of Life.